# Бойкот выборов

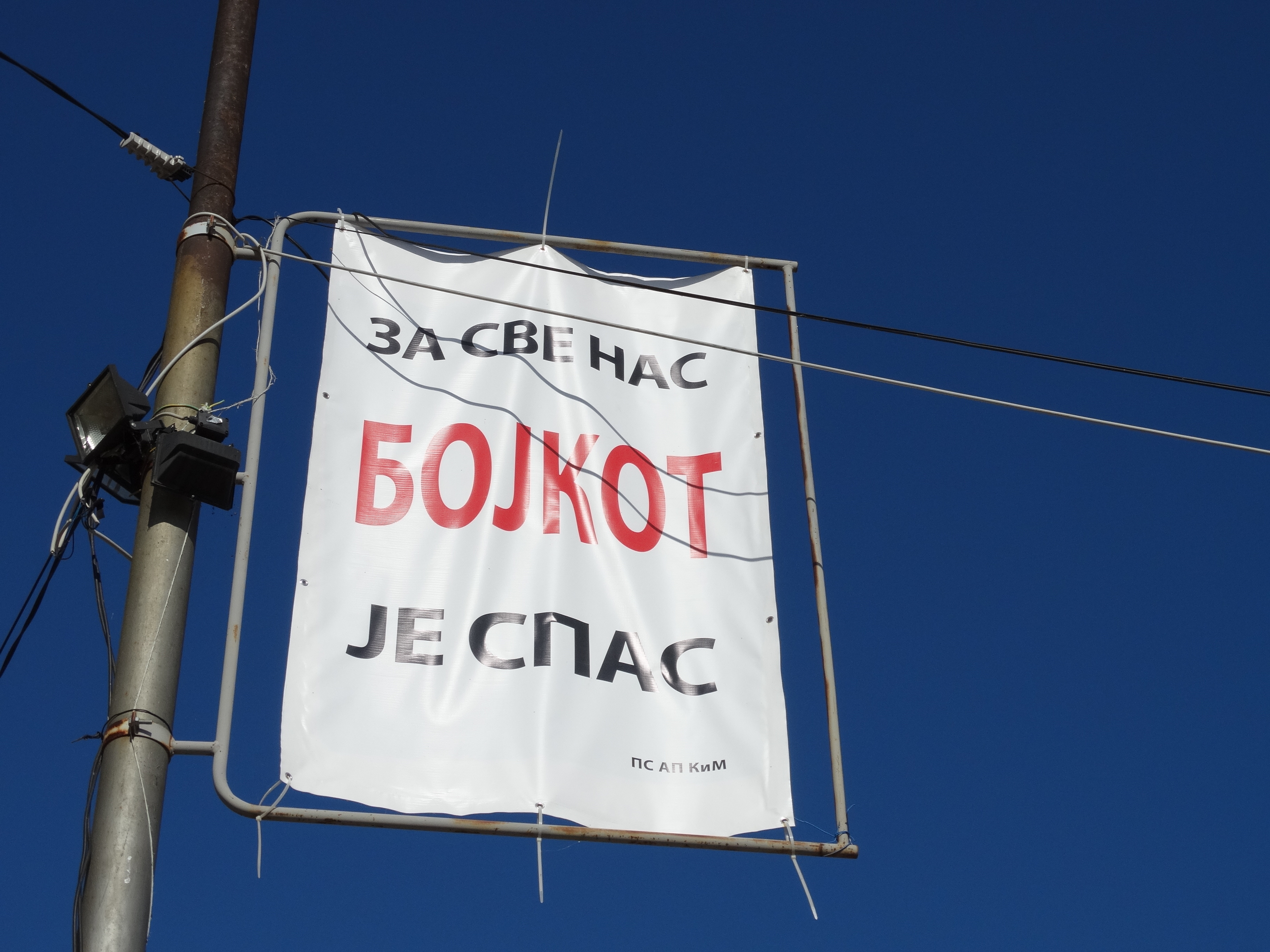
Плакат сербской общины с призывом бойкотировать местные выборы в Косове 2013 года

Бойко́т вы́боров, или рефере́ндума — отказ от голосования на выборах или референдуме, предпринятый значительной группой избирателей. От прочих форм абсентеизма отличается своей демонстративностью и массовостью. Обычно сопровождается агитацией в пользу бойкота, призывами к широким кругам избирателей присоединиться к нему. Бойкоту могут также сопутствовать другие действия, направленные на подчёркивание демонстративного его характера. Например, участник акции может потребовать исключить себя из списка избирателей и/или агитировать граждан отказаться голосовать в этих выборах.
Причиной бойкота могут стать недоверие избирателей к избирательной системе страны в целом, протест против использования на выборах административного ресурса, подозрения на массовые фальсификации. Участники бойкота могут объяснять свои действия тем, что не желают своим участием в голосовании придавать легитимность выбранной власти или решению, принимаемому в ходе референдума. Если законом предусмотрен минимальный порог явки, необходимый для признания выборов состоявшимися, целью бойкота может являться их срыв.
Протестные группы, призывающие к бойкоту, могут принадлежать к определённой региональной или этнической группе; утверждающей, что выборы или вопрос, вынесенный на референдум, не учитывают или ущемляют их интересы. К бойкоту могут призывать и зарегистрированные кандидаты и партии, снявшись с голосования и предложив своим сторонникам воздержаться от посещения избирательных участков.

## Критика
Критика бойкотов основывается, в основном, на том аргументе, что бойкотирование выборов никак не может повлиять на вынесенное решение; которое, в отличие от самого бойкота, будет иметь юридическую силу. Если протестная группа сравнительно невелика или минимальный порог явки, который бы позволил сорвать выборы, не прописан законодательно, бойкот, согласно этой точке зрения, и вовсе лишён смысла. Более того, распространено мнение, что своими действиями протестующие могут даже усугубить существующее положение. Рассчитано, что при распределении мест по итогам выборов по пропорциональной системе неучастие значительной части избирателей в голосовании играет на руку крупным партиям, набирающим больший процент голосов. Отстранение от участия во власти сил, прибегнувших к бойкоту как способу протеста, может привести к негативным последствиям и в общественной жизни всей страны.

## Бойкоты в истории
Одним из самых ярких примеров бойкота выборов являются парламентские выборы на Ямайке в 1983 году. Тогда основная оппозиционная сила — Народная национальная партия — призвала своих сторонников отказаться от голосования, выборы прошли только в шести (из 60) округах, на которых проголосовало 55 % избирателей, но общенациональная явка таким образом составила всего 2,7 %, что не помешало правящей Лейбористской партии Ямайки занять все 60 мест в палате.
В 1992 году боснийские сербы бойкотировали референдум о независимости Боснии и Герцеговины, протестуя против неправомерного, с их точки зрения, принятия меморандума о суверенитете простым большинством голосов парламента Социалистической Республики Босния и Герцеговина вместо положенного для таких вопросов конституционного большинства. Тем не менее, явка на референдуме составила 63,4 %. Результаты реферндума лидерами боснийских сербов были отвергнуты, дальнейшее развитие событий вылилось в боснийскую войну.
В истории России в дореволюционные времена к бойкоту прибегали партии большевиков и эсеров. В частности об этом писал В. И. Ленин в статье «Бойкот булыгинской Думы и восстание».
Меджлис крымскотатарского народа и другие проукраинские организации Крыма бойкотировали референдум о статусе полуострова в марте 2014 года. В дальнейшем они же бойкотировали выборы парламента и президента России на территории Крыма.

## Бойкоты в современной России
В 2003-04 годах бойкот выборов проводила незарегистрированная Национал-большевистская партия Эдуарда Лимонова. Нацболы облили майонезом главу ЦИК Александра Вешнякова и забрасывали яйцами лидеров партий, участвовавших в выборах (ЛДПР, коммунистов и либералов). Во время выборного цикла 2011—2012 годов за бойкот выступал Гарри Каспаров и его сторонники.
В 2017 году, после отказа ЦИК зарегистрировать кандидатом на президентских выборах Алексея Навального, он объявил о начале «забастовки избирателей», то есть бойкоте. К бойкоту выборов призывали и другие деятели оппозиции, например Гарри Каспаров. Михаил Ходорковский предложил «активный бойкот» с вписыванием в бюллетень фамилии любого человека независимо от факта регистрации.